# Polminhac
Polminhac (okzitanisch: gleichlautend) ist ein französischer Ort und eine Gemeinde mit 1.205 Einwohnern (Stand 1. Januar 2022) im Département Cantal in der Region Auvergne-Rhône-Alpes. Polminhac gehört zur historischen Region des Carladès.

## Lage
Der Ort Polminhac liegt in einer Höhe von ca. 660 m ü. d. M. am Fluss Cère, sein Zufluss Mamou entspringt im nordwestlichen Gemeindegebiet. Die Entfernung nach Aurillac beträgt ca. 15 km (Fahrtstrecke) in westlicher Richtung.

## Bevölkerungsentwicklung
| Jahr                       | 1800 | 1851 | 1901 | 1954 | 1999 | 2016 |
| Einwohner                  | 1404 | 1560 | 1239 | 992  | 1156 | 1151 |
| Quellen: Cassini und INSEE |      |      |      |      |      |      |

Der Bevölkerungszahlen waren im 20. Jahrhundert trotz der Mechanisierung der Landwirtschaft nur begrenzt rückläufig.

## Wirtschaft und Infrastruktur

### Wirtschaft
Der Ort Polminhac diente jahrhundertelang den ausschließlich landwirtschaftlich orientierten und sich selbstversorgenden Weilern (hameaux) und Einzelgehöften in der Umgebung als Handwerks-, Handels- und Dienstleistungszentrum. Seit der Mitte des 20. Jahrhunderts spielt der Tourismus in Form der Vermietung von Ferienwohnungen (gîtes) eine nicht unbedeutende Rolle für das Wirtschaftsleben des Ortes.

### Verkehr
Polminhac lag an der Bahnstrecke Figeac–Arvant, die auf dem Abschnitt Murat-Aurillac am 20. Juli 1868 eröffnet wurde. Der Bahnhof wird nicht mehr im Personenverkehr bedient.
Durch das Gemeindegebiet führt die Route nationale 122.

## Geschichte
Im Mittelalter gehörte Polminhac zur Vizegrafschaft Carlat; daneben existierte wahrscheinlich ein Priorat der Abtei Saint-Géraud von Aurillac. Im Jahr 1643 erhob der französische König Ludwig XIII. das Carladès zur Grafschaft und gab es der in Monaco residierenden Familie Grimaldi zum Lehen; diese behielt es bis zum Ausbruch der Französischen Revolution.

## Sehenswürdigkeiten

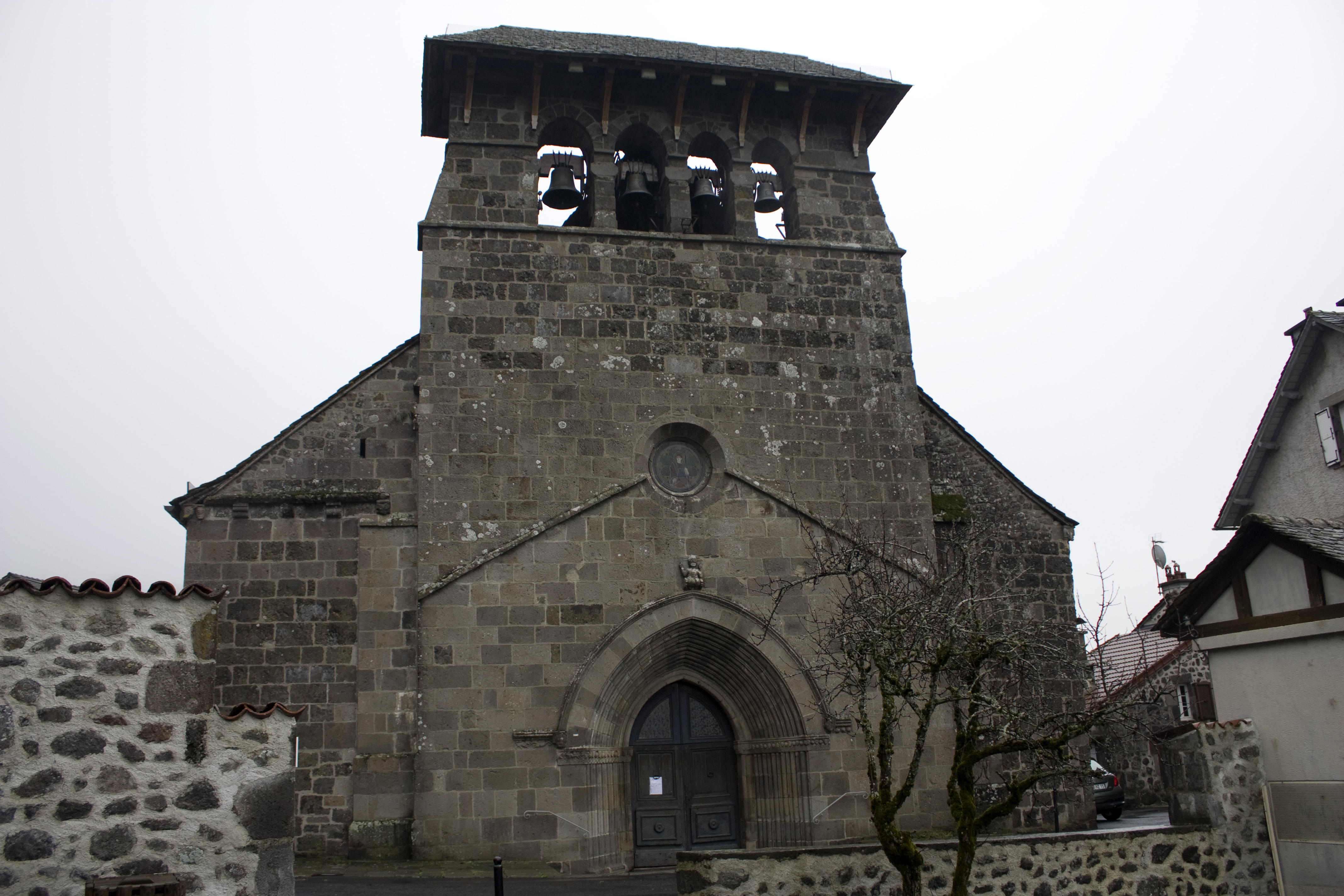
Kirche Saint-Victor

- Die romanische Pfarrkirche Saint-Victor war möglicherweise eine Prioratskirche der Abtei Saint-Géraud von Aurillac. Der breitgelagerte Westturm mit seinem Glockengiebel (clocher mur) folgt dem Stil mehrerer Bauten im Carladès (vgl. Thérondels u. a.). Das gotische Archivoltenportal ist eine spätere Hinzufügung. Während das Kirchenschiff in späterer Zeit umgestaltet wurde, könnte die polygonale Apsis noch dem ursprünglichen Bau zuzurechnen sein. Westfassade und Apsis der Kirche sind seit dem Jahr 1927 als Monument historique anerkannt.[3]
- Neben der Kirche steht ein Wegkreuz aus dem 16. Jahrhundert. Es ist seit 1971 ebenfalls als Monument historique eingestuft.[4]
- Das Schloss Pesteils mit seinem mächtigen Bergfried (donjon) stammt ursprünglich aus dem 14. Jahrhundert; im 17. Jahrhundert wurde der Wohntrakt (corps de logis) ergänzt. Sein heutiger Zustand entspricht jedoch im Wesentlichen den Restaurierungsmaßnahmen des 19. und frühen 20. Jahrhunderts. Der imposante Bau befindet sich in Privatbesitz und wurde im Jahr 1994 als Monument historique eingestuft.[5]

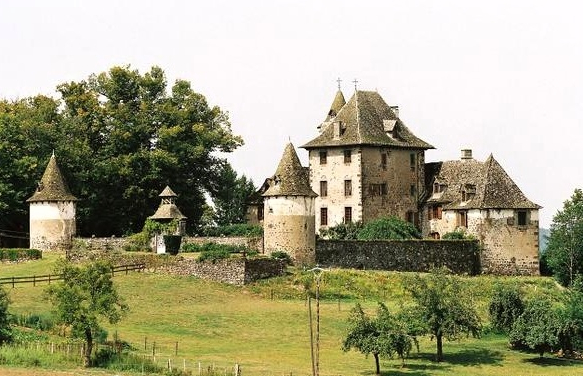
Château de Vixouzes

- Das südöstlich von Polminhac gelegene Schloss Vixouze (44° 56′ 26″ N, 2° 35′ 37″ O) hat eine lange Baugeschichte, die bis ins 13. Jahrhundert zurückreicht. Ursprünglich existierte nur ein Bergfried innerhalb einer Umfassungsmauer; alle anderen Bauten sind Zutaten späterer Besitzer. Der Baukomplex ist seit dem Jahr 2000 als Monument historique anerkannt.[6]
- Drei andere Schlösser auf dem Gemeindegebiet sind ebenfalls zu erwähnen: Das Château de la Cavade aus der Zeit um 1600 (im 19. Jahrhundert restauriert) im Norden sowie das Château de Clavières (um 1850) und das Château des Huttes (um 1800) im Südosten. Alle drei befinden sich in Privatbesitz und sind nicht zu besichtigen.

## Persönlichkeiten
Jakob Berthieu (1838–1896), von Papst Benedikt XVI. im Jahr 2012 heiliggesprochener Jesuiten-Missionar in Madagaskar wurde in Polminhac geboren.